# Ualabi boscà petit
El ualabi boscà petit (Dorcopsulus vanheurni) és una espècie de marsupial de la família dels macropòdids. Viu a Indonèsia i Papua Nova Guinea. El seu hàbitat natural són els boscos secs tropicals o subtropicals i es troba amenaçat per la pèrdua d'hàbitat.